# New Haven Challenger 1989
Il New Haven Challenger 1989 è stato un torneo di tennis facente parte della categoria ATP Challenger Series nell'ambito dell'ATP Challenger Series 1989. Il torneo si è giocato a New Haven negli Stati Uniti dal 7 al 13 agosto 1989 su campi in cemento.

## Vincitori

### Singolare
Todd Martin ha battuto in finale  Buff Farrow con il punteggio di 6–3, 6–4

### Doppio
Brian Garrow /  Mark Kaplan hanno battuto in finale  Craig Campbell /  Miguel Dungo con il punteggio di 6–4, 6–3